# الحصن (سوريا)
الحصن (نسبة لقلعة الحصن) بلدة سوريّة تقع في منطقة وادي النصارى، تتبع إداريًّا لناحية الناصرة في منطقة تلكلخ بمحافظة حمص السوريّة، تبعد عن مدينة حمص 60 كم غربًا وعن مدينة تلكلخ 10 كم شمالًا وعن مدينة طرطوس 32 كم شرقًا.

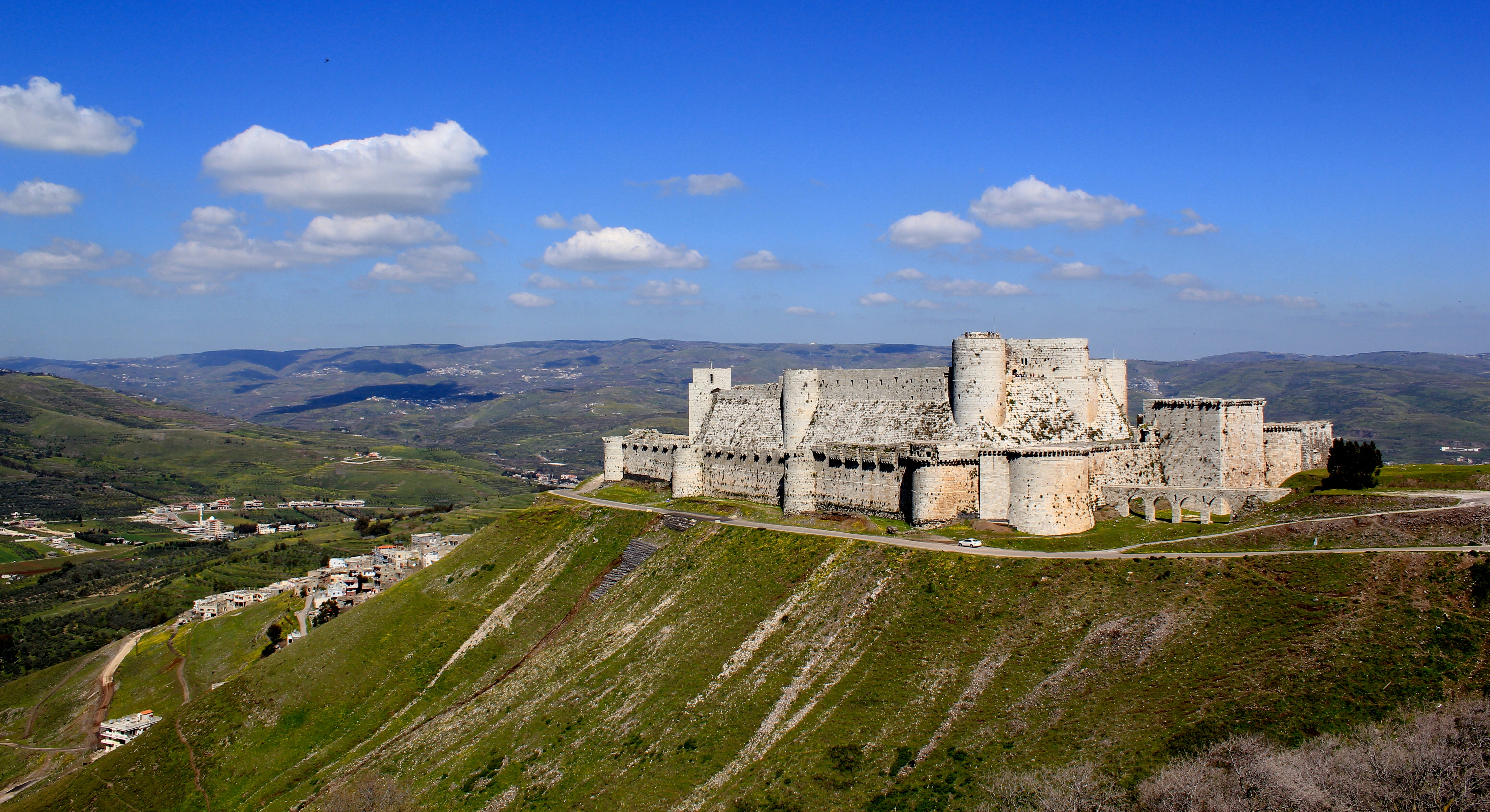
قلعة الحصن أو قلعة الأكراد غرب مدينة الحصن

تتوضع بلدة الحصن على سفح بازلتي وتحيط بها غابات شجريّة معمرّة كالسنديان والبلوط والدلب والتوت، كما تقع في قسم الغربي من البلدة قلعة الحصن الأثريّة المسجّلة على لائحة اليونسكو للتراث العالمي بالإضافة لعدّة مواقع أثريّة أخرى مثل: حصن سليمان، قلعة بيت الشيخ ديب، قلعة الكيمة، برج تخلة وقصر السلطان.
تعتبر بلدة الحصن من أهم المصايف الجبلية في سورية وأهم النقاط الجاذبة للسيّاح الأجانب فيها، بلغ تعداد سكّان مدينة الحصن حوالي 17.000 نسمة.